# Humbauville

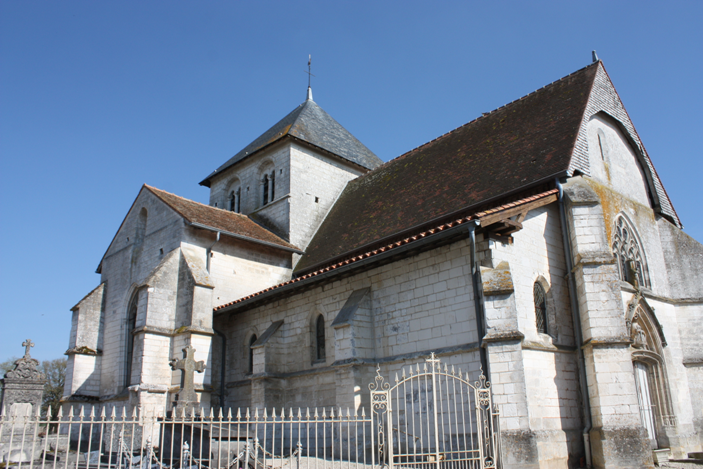
Kerk

Humbauville is een gemeente in het Franse departement Marne (regio Grand Est) en telt 73 inwoners (2009). De plaats maakt deel uit van het arrondissement Vitry-le-François.

## Geografie
De oppervlakte van Humbauville bedraagt 17,4 km², de bevolkingsdichtheid is dus 4,2 inwoners per km².
De onderstaande kaart toont de ligging van Humbauville met de belangrijkste infrastructuur en aangrenzende gemeenten.

## Demografie
Onderstaande figuur toont het verloop van het inwonertal (bron: INSEE-tellingen).